# 국정감사권
국정감사권(國政監査權)은 국민 대표기관인 국회가 행정부를 비롯한 여타의 국가기관을 감시하고 비판하는 권한이다.

## 기원
원래 의회의 감사는 1689년 영국 의회가 아일랜드 전쟁 패배의 책임을 규명하기 위해 조사(investigation, 수사라고도 번역되는 법률용어이다)를 한 것이 기원이다. 아일랜드 가톨릭교도의 폭동을 진압하는 작전이었다. 세계 최초의 국정조사다. 1689년 영국 의회가 권리장전을 통과시킨 해이다.
영국의 아메리카 식민지였던 미국도 이러한 의회 관행을 이어받아, 미국도 헌법에는 국정조사가 명시되어 있지 않으나, 미국의회청문회를 통해 국정조사를 자주 하고 있다. 의원들이 형사가 되어서 직접 수사센터인 청문위원회를 설치, 특정사안을 수사(investigation)하는 것은 의회의 일상적 업무의 하나라고 이해하고 있다.
1921년, 미국 의회는 미국 감사원(GAO)을 의회에 설치했다. 미국의회감사국 또는 미국회계감사국(GAO)의 핵심업무는, 회계감사(audit), 평가(evaluation), 수사(investigation)였다. 즉, 영국 의회가 청문회의 방식으로 특정사건 별로 임시수사센터를 설치해 수사를 하는 방식에서 벗어나, "상설 의회 수사기관"을 설치했다. 오늘날에도, GAO는 미국의 국가기관들 중 가장 영향력이 막강한 곳을 묻는 여론조사에서 미국 국방부, CIA, FBI, 미국 국세청 등을 제치고 미국 의회, 백악관, 미국 연방 대법원에 이어 4위에 오르는 강력한 수사기관이다. 감사원이라고 해서, 보통은 공인회계사의 감사를 떠올리는데, 미국 의회 감사원은 대통령 직속 CIA, 법무장관 직속 FBI 처럼, 의회 직속 정보기관이자 수사기관이다.
따라서, 1921년부터는, 의회가 직접 경찰이 되어 수사를 하는 의회수사가, 특정사건별로 임시수사센터가 설치되는 임시방식의 영국식과, 상설 의회 수사국에서 평소에 상시적으로 사건들을 수사하는 상설방식의 미국식 둘로 나뉘게 되었고, 미국은 임시수사센터방식과 상설수사센터방식을 모두 다 가동하였다.

## 대한민국의 국정감사
대한민국의 국정감사권의 변화 과정을 보면 제헌 헌법부터 제3공화국 헌법까지는 헌법상 의회의 국정감사권을 명문화하여 국회에 강력한 감사권을 부여하였다. 그러나 유신헌법에서는 국회의 국정감사권이 삭제되었고, 제5공화국 헌법에서는 일부 특정 사안으로 제한되는 등 국회의 국정감사 기능이 약화되었다. 그러나 현행 헌법은 국회의 국정감사 및 조사권을 부활시켜 국정의 감시·비판에 관한 국회 기능이 강화되었다.
한국은 독립하면서 미국식 대통령제로 정부를 수립하고, 헌법제정을 하면서 검토하게 되었는데, 그 결과 생긴 것이 오늘날의 국정조사, 국정감사, 감사원의 세가지 제도이다. 원래 미국식은 임시의회수사센터설립방식인 국정조사, 상설의회수사센터설립방식의 의회수사국(감사원) 두가지 뿐이었는데, 한국은 권위주의체제의 특성상, 감사원을 의회에 설립하는데 반대하면서, 대통령 밑에 두었다. 그러자, 미국 의회는 수사와 감사를 하니, 한국 의회도 국정조사와 국정감사 두가지를 해야 한다고 하여, 대통령감사가 되어버린 감사원과 의회감사인 국정감사로 둘로 갈라지게 되었다. 원래는 의회에 감사원을 세우고 감사원이 상시국정감사를 1년 내내 하는 것이어야 했는데, 대통령이 감사원(수사센터)를 가져가면서, 세계 유일한 기형적 국정감사라는 게 탄생했다.
따라서, 현재 한국 의회는 미국 감사원과 같은 1년 365일 수사를 하는 상설 의회 수사센터, 상설 의회 경찰청이 없으며, 국정감사라는 것은 매년 9월 10일부터 20일간만 형식적으로 실시한다. 경찰청, 검찰청, 국세청, 국정원 등 여러개의 상설수사기관을 중복해서 갖고 있는 대통령이 본래 의회경찰청의 의미인 감사원까지 가져가서, 의회는 사실상 수사기능이 매우 미약하여 "통법부" 소리를 듣고 있다. 오늘날 미국 의회 감사원이 의회, 백악관, 대법원에 이어 4위의 실세 권력기관인 점과 매우 대조된다.
대한민국 헌법을 제정하면서, 헌법기초위원들이 외국의 헌법이나 의사규칙을 참조하면서 investigation을 조사라고 하지 않고 감사라고 번역한 것으로 추정된다. 그리하여, 전 세계에 어떤 유래도 없는 국정감사라는 것이 대한민국에 세계최초로 생겼다. 지금도 거의 유일하다. 원래, 감사(audit)란 회계장부를 공인회계사들이 감사하는 것을 말하고, 수사(investigation)란 경찰과 검사가 특정한 사건을 수사하는 것을 말한다.
1980년 헌법 개정당시, 국회의 국정감사권 부활에 대해 여야의 의견이 일치했으나 신민당에서 국정조사권까지 명시할 것을 주장했다. 논란끝에 investigation이란 단어가 감사와 조사란 뜻이 모두 포함된다는 이경호 의원의 설득에 신민당이 양보한 적이 있다.

## 같이 보기
- 국정조사권